# Michael Seresin
Michael Seresin (Wellington, 17 luglio 1942) è un direttore della fotografia neozelandese.

## Direttore della fotografia
- Piccoli gangsters (1976)
- Fuga di mezzanotte (1978)
- A donne con gli amici (1980)
- Saranno famosi (1980)
- Spara alla luna (1982)
- Birdy - Le ali della libertà (1984)
- Angel Heart - Ascensore per l'inferno (1987)
- Benvenuti in paradiso (1990)
- City Hall (1996)
- Codice Mercury (1998)
- Le ceneri di Angela (1999)
- Unico testimone (2001)
- The Life of David Gale (2003)
- Harry Potter e il prigioniero di Azkaban (2004)
- Step Up (2006)
- Love & Secrets (2010)
- Apes Revolution - Il pianeta delle scimmie (Dawn of the Planet of the Apes), regia di Matt Reeves (2014)
- The War - Il pianeta delle scimmie (War for the Planet of the Apes), regia di Matt Reeves (2017)
- Mowgli - Il figlio della giungla (Mowgli), regia di Andy Serkis (2018)

## Regista
- Homeboy (1988)